# Josefin och Villa-Ulla
Josefin och Villa-Ulla är en serie böcker skrivna av Johan Unenge och illustrerade av Päivi Unenge, utgivna på Bonnier Carlsen bokförlag. Böckerna handlar om Josefin, som är 8 år och hennes kompis Villa-Ulla. Berättelserna i böckerna finns också skildrade i musikform på CD:n Josefins och Villa-Ullas sånger, utgiven på Isabergs förlag.

## Böckerna
- Josefin, bästis med Villa-Ulla (2004)[2]
- Josefin, osams med Villa-Ulla (2006) [3]
- Josefin och Villa-Ulla - snällast i världen (2007) [4]
- Josefin och Villa-Ulla löser mystiska mysterier (2008) [5]